# Certa Manhã Acordei de Sonhos Intranquilos
Certa Manhã Acordei de Sonhos Intranquilos é o quarto álbum de estúdio da carreira solo do cantor pernambucano Otto, lançado no ano de 2009.
O trabalho de Otto em Certa Manhã Acordei de Sonhos Intranquilos foi inspirado principalmente na obra A Metamorfose (Die Verwandlung) de Franz Kafka, com fortes influências entre a vida pessoal do cantor e a relação dela com o livro de Kafka. Otto também abre espaço para unir diferentes ritmos musicais, representados pelos cantores que participaram da produção do disco, como a mexicana Julieta Venegas, a paulistana Céu e os também pernambucanos de Nação Zumbi e Cordel do Fogo Encantado.

## Título
O título do álbum é a transcrição da primeira frase do romance de Kafka, A Metamorfose, em que um homem acorda transformado em barata:
- "...certa manhã Gregor Samsa acordou de sonhos intranquilos..."

Os tais sonhos intranquilos referem-se, segundo Otto, aos momentos de negociação com as gravadoras, fato que acabou por determinar a produção independente do disco.

## Participações
Participaram da produção do disco o guitarrista da banda Cidadão Instigado, Catatau; o baterista e o baixista de Nação Zumbi, Pupillo e Dengue. A produção ficou por conta do próprio Otto com a ajuda de Pupillo. O cineasta Paulo César Saraceni se ofereceu para fazer um clipe. O artista Tunga ficou responsável pela arte da capa.
O disco contou ainda com a participação dos cantores Céu, Lirinha (de Cordel do Fogo Encantado), Jorge dü Peixe (Nação Zumbi), da mexicana Julieta Venegas e de Bebel Gilberto.

## Sobre o Álbum
Em Certa Manhã Acordei de Sonhos Intranquilos, Otto teve grande influência de Franz Kafka, onde semelhanças são grandes entre as suas obras, pois Otto parece sofrer uma metamorfose durante a elaboração e conclusão do disco, ao superar críticas ao seu trabalho, término do seu casamento com Alessandra Negrini e morte da sua mãe e então, produzir o que é considerado por boa parte da crítica, o seu melhor disco.

## Faixas
| N.º | Título                                    | Compositor(es)                | Duração |  |
| 1.  | "Crua"                                    |                               | 3:30    |  |
| 2.  | "O Leite" (Part. Céu)                     |                               | 2:49    |  |
| 3.  | "Janaína"                                 | Donizette e Marcelo           | 4:40    |  |
| 4.  | "Meu Mundo Dança"                         |                               | 3:33    |  |
| 5.  | "6 Minutos"                               |                               | 5:57    |  |
| 6.  | "Lágrimas Negras" (Part. Julieta Venegas) | Jorge Mautner/Nélson Jacobina | 3:33    |  |
| 7.  | "Saudade" (Part. Julieta Venegas)         |                               | 3:23    |  |
| 8.  | "Naquela Mesa"                            | Sérgio Bittencourt            | 4:08    |  |
| 9.  | "Filha"                                   |                               | 4:57    |  |
| 10. | "Agora Sim"                               |                               | 3:59    |  |